# Hans Hansen Rosencreutz
Hans Hansen Rosencreutz, født Hansen (ca. 1644 – 15. februar 1708) var en dansk finansdeputeret.
Hans Hansen tjente hos hr. Knud Ulfeldt til Svendstrup i Skåne og deltog i krigen 1657-60 såvel i Skåne som i Sjælland og Fyn, kom siden i tjeneste hos skatmester Holger Vind, på hvis anbefaling han omkring 1669 blev registrator i Skatkammerkollegiet, hvor han 1670 steg til renteskriver. 1677 blev han kommissarius og bogholder i Norge, et par år efter landkommissarius søndenfjelds og 1682 overkrigskommissarius i Norge, hvormed han 1689 tillige forenede embedet som bergråd ved det søndenfjeldske overbergamt. 1686 fik han våbenbrev med tilnavnet Rosencreutz og 1690 justitsråds titel.
Men ved år 1692 må han være faldet i unåde, thi han fjernedes fra sine embeder og levede nu som privatmand resten af Christian V's regeringstid. Snart efter tronskiftet blev han, i januar 1700, deputeret ved finanserne med etatsråds titel og fik samme år sæde i slotsloven under kongens fraværelse. I januar 1707 måtte han på grund af sygdom tage sin afsked – uden at få Det hvide Bånd, som han højlig ønskede – og døde et år efter, 15. februar 1708. Et vidnesbyrd om hans grundige kendskab til Norge er den relation om rigets tilstand, som han 1699 efter befaling aflagde til kong Frederik IV.
Rosencreutz ægtede 1. juni 1671 Elisabeth Evertsdatter (født ved Güstrow i Mecklenburg-Güstrow 24. juni 1637 - død i København 3. april 1718). Med hende levede han i barnløst og ikke lykkeligt ægteskab.